# Мегенвиль
Мегенвиль (нем. Mägenwil) — коммуна в Швейцарии, в кантоне Аргау.
Входит в состав округа Баден-Аргау.  Население составляет 1820 человек (на 31 декабря 2007 года). Официальный код  —  4032.
Расположена на равнине, оставшейся при отступлении ледника в последний ледниковый период. Первые поселения относятся к VIII веку. Современный муниципалитет образован двумя ранними поселениями: Мегенвиль и расположенным в километре от него Эквиль. Первое упоминание Maganwilare относится к 893 году. К 1271 году относится первое упоминание Echwile.